# Transflutrina
La transflutrina è un insetticida piretroide di sintesi, caratterizzato da rapida azione e bassa persistenza. Ha formula molecolare C15H12Cl2F4O2 ed appartiene ai Piretroidi di Tipo I essendo priva di gruppo cianogeno.
Diffonde lentamente a temperatura ambiente e possiede una elevata resistenza alla degradazione termolitica ( 5h a 200 °C ).
 La sua elevata soglia di termolabilità la rende ideale come composto base all'interno dei comuni diffusori elettrici contro le zanzare e le mosche, mentre in forma liquida (talvolta anche utilizzata tramite aerosolizzazione) si dimostra efficace contro scarafaggi e Blattella germanica.
È una sostanza relativamente volatile e agisce per contatto e per inalazione, interferendo sul sistema nervoso centrale a livello della trasmissione assonale dell'impulso nervoso causando una stimolazione ripetuta di breve durata.

Al momento non sono noti studi di settore che abbiano correlato l'esposizione alla Transflutrina con fenomeni mutagenici e/o cancerogenici. Nel 2005 uno studio di settore non ha escluso la cancerogenicità della Transflutrina sulle cellule mucosali umane.
Uno studio del 2011 ha appurato che elevate dosi di Transflutrina somministrata per via orale possono indurre alterazioni citotossiche e successivo instaurarsi di processi oncogenici nelle cellule di rivestimento del tratto urinario di un gruppo di topi. 